# Top Gun: Maverick
Top Gun: Maverick je americký akčně-dramatický film režiséra Josepha Kosinského, se scénářem Petera Craiga, Justina Markse, Christophera McQuarrieho a Erica Warrena Singera. Jde o navazující pokračování filmu Top Gun z roku 1986. Ve filmu Top Gun: Maverick hrají Tom Cruise a Val Kilmer, jako jediní z původního filmu Top Gun. Spolu s nimi se ve filmu objeví Miles Teller, Jennifer Connelly, Glen Powell, Jon Hamm a Ed Harris. Uvedení filmu bylo studiem Paramount Pictures ohlášeno na 27. květen 2022.

## Obsazení
Řazeno chronologicky, tedy podle toho, jak byli do roli obsazování.
| Tom Cruise        | kapitán Pete „Maverick“ Mitchell, letecký instruktor                                                 |
| Val Kilmer        | admirál Tom „Iceman“ Kazansky, velitel pacifické flotily                                             |
| Miles Teller      | poručík Bradley „Rooster“ Bradshaw, pilotní trenér a syn Maverickova přítele Nicka „Goose“ Bradshawa |
| Jennifer Connelly | Penny Benjamin, svobodná matka, která provozuje místní bar v blízkosti základny námořnictva          |
| Glen Powell       | poručík Jake „Hangman“ Seresin, pilot a absolvent Top gunu                                           |
| Monica Barbaro    | poručík Natasha „Phoenix“ Trace, pilotka a absolventka Top gunu                                      |
| Jay Ellis         | poručík Reuben „Payback“ Fitch, pilot a absolvent Top gunu                                           |
| Danny Ramirez     | poručík Mickey „Fanboy“ Garcia, pilot a absolvent Top gunu                                           |
| Charles Parnell   | admirál Solomon „Warlock“ Bates                                                                      |
| Bashir Salahuddin | praporčík 1. třídy Bernie „Hondo“ Coleman                                                            |
| Lewis Pullman     | poručík Robert „Bob“ Floyd                                                                           |
| Jon Hamm          | admirál Beau „Cyclone“ Simpson                                                                       |
| Ed Harris         | kontradmirál Chester „Hammer“ Cain                                                                   |
| Manny Jacinto     | poručík Billy „Fritz“ Avalone                                                                        |
| Kara Wang         | poručík Callie „Halo“ Bassett                                                                        |
| Jack Schumacher   | poručík Neil „Omaha“ Vikander                                                                        |
| Greg Tarzan Davis | poručík Javy „Coyote“ Machado                                                                        |
| Jake Picking      | poručík Brigham „Harvard“ Lennox                                                                     |
| Raymond Lee       | poručík Logan „Yale“ Lee                                                                             |
| Jean Louisa Kelly | Sarah Kazansky                                                                                       |
|                   | |
|                   | |

## Produkce

### Příprava scénáře
Příprava filmu začala v roce 2010, kdy studio Paramount Pictures nabídlo Jerrymu Bruckheimerovi a Tonymu Scottovi, aby připravili scénář k pokračování filmu Top Gun z roku 1986. Další nabídku na vytvoření scénáře dostal také Christopher McQuarrie, mělo jít o návrh scénáře, v němž by Tom Cruise jako Maverick měl jen menší roli. Nakonec scénář připravil Peter Craig s Justinem Marksem, zatímco Ashley Edward Miller a Zack Stentz byli přizváni jako spolupracující scenáristé.

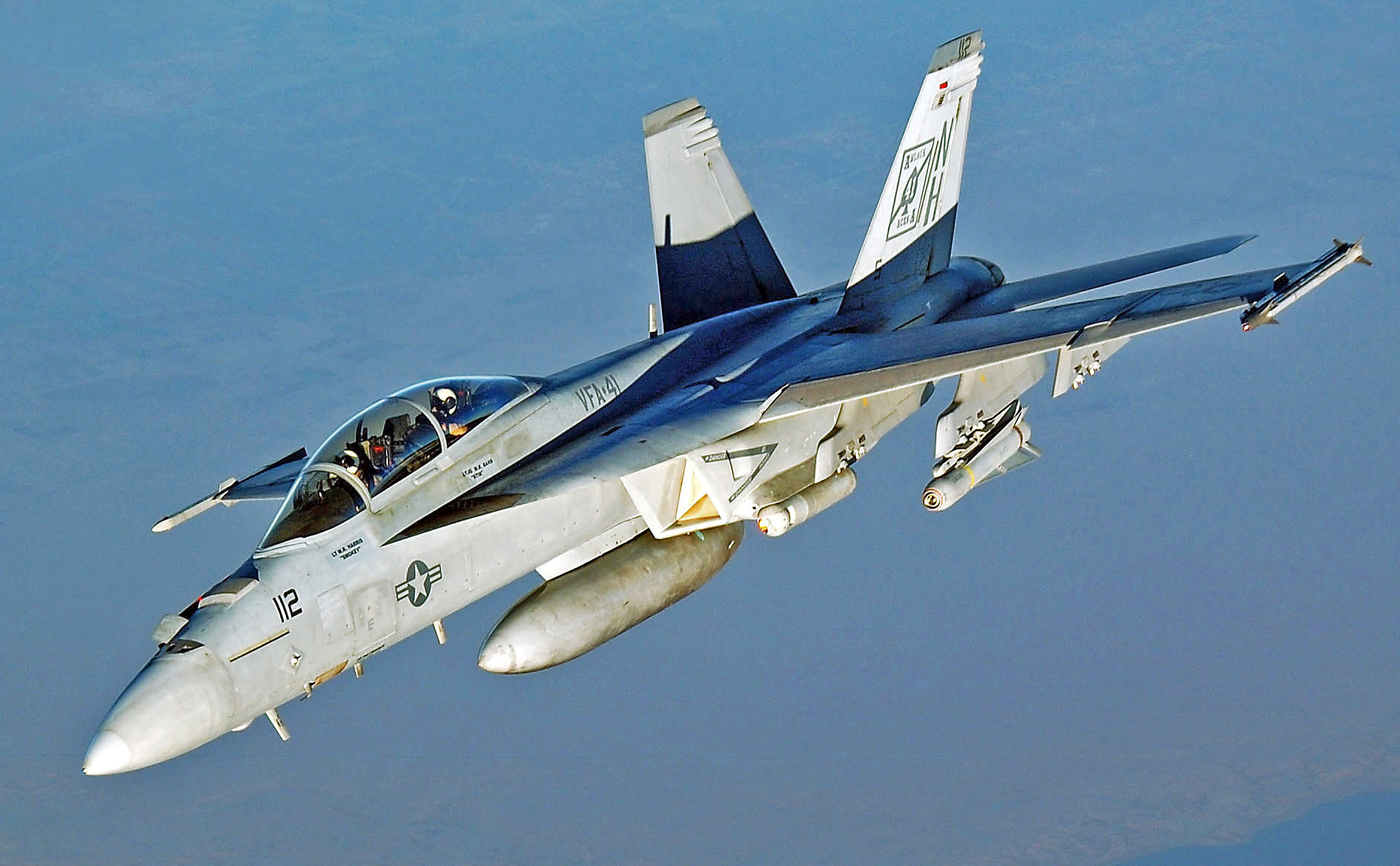
F/A-18F Super Hornet

Když se Tonyho Scotta ptali, proč zvolil právě tento scénář, Scott odpověděl: „Tento svět mě vždy fascinoval, protože je odlišný od toho, jaký byl dříve. Nechci však dělat další remake. Chci udělat nový film.“ Film se údajně zaměřuje na konec éry „psího boje“ a na roli dronů v současném vzdušném boji. Postava Toma Cruise, jako Mavericka, byla ideální k letům s F/A-18 Super Hornet.
Po Scottově sebevraždě byla budoucnost natáčení filmu vážně ohrožena. Producent Jerry Bruckheimer měl zájem na jeho realizaci především díky podpoře a zájmu původních herců, tedy Toma Cruise a Vala Kilmera.
V červnu 2017 Tom Cruise navrhl, že by se film mohl jmenoval Top Gun: Maverick, také uvedl, že: „Piloti jsou zpět a potřebují rychlost. Budeme mít velké, rychlé stroje. Bude to další soutěžní film, jako ten první… ale bude to také jistý životní postup pro Mavericka.“ Později téhož měsíce bylo potvrzeno, že film bude režírovat Joseph Kosinski. Název filmu nebyl tou dobou zveřejněn.

### Hudba
K vytvoření hudby pro film byl opět osloven Harold Faltermeyer. Hudebník Kenny Loggins potvrdil, že ve filmu zazní jeho ikonická píseň „Danger Zone“ z původního Top Gunu. V říjnu 2018 bylo ohlášeno, že na hudbě k filmu, bude s Haroldem Faltermeyerem spolupracovat také Hans Zimmer.

### Casting

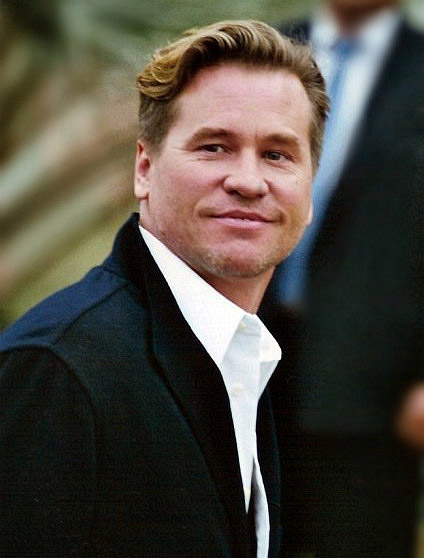
Val Kilmer

Val Kilmer na svém facebookovém profilu zveřejnil, že by chtěl pokračovat ve své roli z původního filmu Top Gun. V červnu 2018 magazín The Wrap oznámil, že Val Kilmer bude ve filmu skutečně hrát. V červenci 2018 byl do role Goosova syna obsazen Miles Teller. Další měsíc byla vybrána herečka Jennifer Connellyová, jako představitelka svobodné matky, která provozuje místní bar u základny US NAVY.
V srpnu 2018 byl do filmu vybrán Glenn Powell, jako představitel pilotního praktikanta. Tato role byla napsána speciálně pro něj, díky tomu, že zaujal jak Toma Cruise, tak i producenta Jerryho Bruckheimera, a manažery v Paramount Pictures a v Skydance Media. Téhož měsíce byli vybráni další herci jako např.: Monica Barbaro, Jay Ellis a Danny Ramirez do rolí pilotních stážistů. Dále pak Charles Parnell, Bashir Salahuddin, Ed Harris, Jon Hamm a Lewis Pullman. Herečka Thomasin McKenzie, která měl hrát dceru Connellyové, musela z natáčení odejít poté, co podepsala smlouvu na film Ztracené dívky (Lost Girls).
V září 2018 byl vybrán Manny Jacinto, v říjnu 2018 Kara Wang, Jack Schumacher, Greg Tarzan Davis, Jake Picking, Raymond Lee, Jean Louisa Kelly a Lyliana Wray. V listopadu 2018 pak herečka Chelsea Harris, pro doposud nezveřejněnou roli.

### Filmování
Předběžné práce na filmu začaly oficiálně 30. května 2018 v San Diegu v Kalifornii. Koncem srpna téhož roku se 15členný tým Paramount Pictures a Jerry Bruckheimer Films, sešel na základně Norfolk, na palubě letadlové lodi USS Abraham Lincoln (CVN-72). V polovině února 2019 byl Tom Cruise a celý produkční štáb viděn na palubě USS Theodore Roosevelt, v NAS na North Island. V březnu 2019 bylo natáčení dokončeno v NAS na Whidbey Island a v Oak Harboru ve Washingtonu. Hlavní natáčení byl naplánováno do 15. dubna 2019, v Kalifornii (v San Diegu, Lemoore a Lake Tahoe), ve Washingtonu D.C. a v Patuxent River v Marylandu.

## Marketing
První teaser k filmu byl představen 18. července 2019 během překvapivého vystoupení herce Toma Cruise na události San Diego Comic-Con. Teaser sklidil od fanoušků velkou chválu; mnozí z nich chválili návrat série a Toma Cruise a někteří jej přirovnávali k filmu Star Wars: Vzestup Skywalkera. Časopis The Hollywood Reporter napsal, že někteří fanoušci si všimli, že na letecké bundě Cruisovy postavy chybí státní vlajky Tchaj-wanu a Japonska, a obvinili Paramount, že ji odstranil, aby se zavděčil čínské společnosti Tencent Pictures, jež film spolufinancovala. Obě dvě vlajky však byly později na bundu vráceny, protože společnost Tencent nakonec od produkce odstoupila, a nebyla tudíž zmíněna v titulcích finální verze filmu. Druhý trailer byl vydán v prosinci 2019 a Paramount představil v aplikaci Snapchat nový filtr, aby zaujal „mladou generaci diváků“.
V únoru 2020 výrobce hraček Mattel oznámil, že vydá řadu tematických modelů a produktů pod značkou Matchbox, včetně modelů stíhacích letounů F-14 Tomcat, F/A-18E/F Super Hornet a P-51 Mustang a předmětů pro hry na hrdiny. Uvedeny na trh měly být 1. června 2020, a to navzdory opožděné premiéře v kinech. Výrobce plastikových modelů Revell vydal v červnu 2020 několik modelů s tematikou Top Gunu v měřítku 1 : 48, včetně letounů F-14A Tomcat a F/A-18E Super Hornet, jež byly vytvořeny podle letadel z filmu. Jedná se o verze předchozí nabídky Revellu s upravenými obtisky a označením. V červenci 2020 společnost Hasbro představila Transformers hračku „Maverick“ s motivy filmu Top Gun, která byla vydána později v tomto roce.

## Uvedení
Film Top Gun: Maverick by měl být do kin uveden 27. května července 2022. Později bude streamován na Paramount+. Původní uvedení, které bylo naplánováno na 12. července 2019, bylo vzato zpět v srpnu 2018.

## Zajímavosti
- Scenárista Christopher McQuarrie ve scénáři z roku 2010 zamýšlel pro Toma Cruise jen vedlejší roli.[60]
- Tom Cruise i v tomto filmu jezdí na motorce. Jedná se o model Kawasaki H2R, který byl v době natáčení filmu považován za nejrychlejší motocykl na světě. V předchozím filmu Top Gun (1986), kde Tom Criuse, jako Maverick řídil Kawasaki GPZ 900, též v té době nejrychlejší motocykl na světě, který bylo možno řídit v běžném provozu.[60]